# Tenuiphantes cristatus
Tenuiphantes cristatus es una especie de araña araneomorfa del género Tenuiphantes, familia Linyphiidae. La especie fue descrita científicamente por Menge en 1866.
La longitud del cuerpo del macho es de 2-2,8 milímetros y de la hembra 2-3,5 milímetros. La especie se distribuye por Europa, Turquía, Cáucaso, Rusia (Europa hasta Siberia Occidental).